# Август Залеський
Август Залеський (пол. August Zaleski; 13 вересня 1883, Варшава — 7 квітня 1972, Лондон) — польський політичний і дипломатичний діяч, двічі міністр закордонних справ Польщі, президент Польщі у вигнанні з 7 червня 1947 по 7 квітня 1972 року. Історик.

## Біографія
Після проголошення незалежності Польщі в 1918 році — на дипломатичній службі. Був послом у Швейцарії, Греції, Італії.
У 1926–1932 роках був міністром закордонних справ, з 1935 по 1938 рік — сенатор Польщі. Брав участь у роботі Ліги Націй.
Після окупації в 1939 році Польщі Німеччиною та СРСР жив в еміграції у Франції. У 1939-1941 роках обіймав посаду міністра закордонних справ в польському уряді у вигнанні генерала Владислава Сікорського. Був противником східної політики Сікорського, різко протестував проти угоди Сікорського-Майського, у зв'язку з чим в 1941 році пішов у відставку.
З 1943 по 1945 рік виконував функції глави президентської служби Владислава Рачкевича.
У 1947 році після смерті Рачкевича заступив на посаду президента Польщі у вигнанні. Після завершення 7-річного терміну в 1954 році продовжив президентство на невизначений термін, що призвело до розриву з частиною польських емігрантських політиків. Тоді А. Залеським була створена так звана Рада Трьох, до якої увійшли Владислав Андерс, Томаш Арцишевський і Едвард Бернард Рачинський. Рада надала Залеському президентські повноваження.
Перед смертю в 1972 році А. Залеський висунув кандидатом у президенти Станіслава Островського і передав наступнику свої повноваження.